# Podkówczaki
Podkówczaki (Phylactolaemata, mszywioły słodkowodne) – gromada mszywiołów, której przedstawiciele żyją tylko w wodach słodkich. Jak wszystkie mszywioły są filtratorami filtrującymi odcedzającymi pożywienie za pomocą rozciągliwej „korony” orzęsionych czułków nazywanych lofoforami. Żyją w koloniach składających się z klonów osobnika założycielskiego. Inaczej niż u części morskich mszywiołów, kolonie składają się tylko z jednego typu zooidów, żerującej formy znanej jako autozooid. Opierają się na zmineralizowanym „szkielecie zewnętrznym” zbudowanym z galaretowatej substancji lub białek, wydzielonych przez zooidy.
Gromada obejmuje tylko jeden współczesny rząd, Plumatellida, choć pojawiły się również sugestie by rodzaj Varunella umieścić w osobnym rzędzie.

## Systematyka
Żyjących obecnie 69 gatunków podkówczaków zgrupowanych zostało w 6 rodzinach:
- Rząd Plumatellida
  - Rodzina Cristatellidae
    - Rodzaj Cristatella

  - Rodzina Fredericellidae
    - Rodzaj Fredericella

  - Rodzina Lophopodidae
    - Rodzaj Asajirella
    - Rodzaj Lophopodella
    - Rodzaj Lophopus

  - Rodzina Pectinatellidae
    - Rodzaj Afrindella
    - Rodzaj Pectinatella

  - Rodzina Plumatellidae
    - Rodzaj Australella
    - Rodzaj Hyalinella
    - Rodzaj Plumatella
    - Rodzaj Rumarcanella
    - Rodzaj Stolella
    - Rodzaj Swarupella

  - Rodzina Stephanellidae
    - Rodzaj Stephanella
- Rząd incertae sedis
  - Rodzina incertae sedis
    - Rodzaj Varunella

## Opis

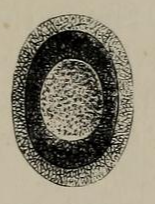
Statoblast Plumatella repens

Kolonie podkówczaków rozmnażają się płciowo, a każdy osobnik jest obojnakiem, który funkcjonuje jednocześnie jako samiec i samica. Rozmnażają się też bezpłciowo w sposób unikatowy wśród mszywiołów i pozwalający przetrwać linii kolonii w zmiennym słodkowodnym środowisku. Latem i jesienią produkują dyskokształtne statoblasty, zbiorowiska komórek funkcjonujące jako przetrwalniki dość podobne do gemuli gąbek. Statoblasty tworzą się na „sznurze” przyłączonym do jelit rodzica, które je odżywiają. Rosnąc statoblasty rozwijają ochronne chitynowe małżopodobne skorupki. Po osiągnięciu dojrzałości niektóre typy przyłączają się do rodzicielskiej kolonii, niektóre opadają na dno, niektóre unoszą się na wodzie dzięki komorom powietrznym, a niektóre pozostają w zewnętrznej powłoce rodzica, aby odbudować kolonię, gdyby obumarła. Statoblasty mogą pozostać uśpione przez dłuższy czas i przetrwać w tym czasie trudne warunki takie jak zamrożenie i wysuszenie. Mogą być przenoszone na duże odległości przez zwierzęta, unoszące się rośliny, prądy i wiatry. Kiedy warunki się poprawiają, klapy muszli oddzielają się i komórki wewnątrz rozwijają się w zooida, który próbuje zapoczątkować nową kolonię. Oszacowano, że jedna grupa kolonii na obszarze 1 m² wyprodukowała 800 000 statoblastów.